# The Fatal Hour (film fra 1920)
The Fatal Hour er en amerikansk stumfilm fra 1920 af George W. Terwilliger.

## Medvirkende
- Thomas W. Ross som Jim Callender
- Wilfred Lytell som Nigel Villiers
- Frank Conlan som Adolphus Villiers
- Lionel Pape
- Jack Crosby som Dudley
- Henry Hallam som Anthony
- Louis Sealy som Felix
- Frank Currier
- Gladys Coburn som Dorothy Gore
- Thea Talbot som Bessie Bissett
- Jennie Dickerson
- Florence Court som Lily de Mario
- Marie Schaefer som Lady Margaret Villiers
- Effie Conley som Sally